# Камберос, Уго
Уго Камберос Фигероа (исп. Hugo Camberos Figueroa; родился 21 января 2007) — мексиканский футболист, вингер клуба «Гвадалахара».

## Клубная карьера
Воспитанник футбольной академии клуба «Гвадалахара». 11 января 2025 года дебютировал в основном составе «Гвадалахары» в матче мексиканской Клаусуры против клуба «Сантос Лагуна». 15 февраля 2025 года забил свой первый гол за клуб в матче против «Толуки».

## Карьера в сборной
Выступал за сборные Мексики до 15, до 16, до 17 и до 19 лет.